# Deena Kastor
Deena Michelle Kastor, nata Drossin (Waltham, 14 febbraio 1973), è una maratoneta e mezzofondista statunitense, vincitrice di una medaglia di bronzo ai Giochi olimpici di Atene 2004.

## Record nazionali
- Maratona: 2h19'36" ( Londra, 23 aprile 2006)

## Palmarès
| Anno | Manifestazione  | Sede     | Evento        | Risultato | Prestazione | Note                                     |
| ---- | --------------- | -------- | ------------- | --------- | ----------- | ---------------------------------------- |
| 1997 | Universiadi     | Catania  | 10000 m piani | Oro       | 33'45"31    |                                          |
| 1999 | Mondiali        | Siviglia | 10000 m piani | 11ª       | 32'11"14    |                                          |
| 2000 | Giochi olimpici | Sydney   | 10000 m piani | Batteria  | 34'40"86    |                                          |
| 2001 | Mondiali        | Edmonton | 10000 m piani | 11ª       | 32'18"65    |                                          |
| 2003 | Mondiali        | Parigi   | 10000 m piani | 12ª       | 31'17"86    |                                          |
| 2004 | Giochi olimpici | Atene    | Maratona      | Bronzo    | 2h27'20"    |                                          |
| 2007 | Mondiali        | Osaka    | 10000 m piani | 5ª        | 32'24"58    |                                          |
| 2008 | Giochi olimpici | Pechino  | Maratona      | dnf       | dnf         |                                          |
| 2013 | Mondiali        | Mosca    | Maratona      | 9ª        | 2h36'12"    | Miglior prestazione personale stagionale |

## Altre competizioni internazionali
2003
- Bronzo alla Maratona di Londra ( Londra) - 2h21'16"

2005
- Oro alla Maratona di Chicago ( Chicago) - 2h21'25"
- Oro alla Mezza maratona di Philadelphia ( Filadelfia) - 1h07'53"

2006
- Oro alla Maratona di Londra ( Londra) - 2h19'36"
- Argento alla Mezza maratona di Berlino ( Berlino) - 1h07'34"

2009
- 4ª alla Maratona di Chicago ( Chicago) - 2h28'50"

2014
- 10ª alla Maratona di New York ( New York) - 2h22'18"

2015
- 7ª alla Maratona di Chicago ( Chicago) - 2h27'47"